# Liste der Monuments historiques in Saint-Launeuc
Die Liste der Monuments historiques in Saint-Launeuc führt die Monuments historiques in der ehemaligen französischen Gemeinde Saint-Launeuc auf.

## Liste der Bauwerke
| Bezeichnung            | Beschreibung                       | Standort | Kennzeichnung | Schutzstatus | Datum | Bild           |
| ---------------------- | ---------------------------------- | -------- | ------------- | ------------ | ----- | -------------- |
| Château de La Bruyère  | Schloss, erbaut 1770               | (Lage)   | PA00089640    | Inscription  | 1968  | weitere Bilder |
| Chapelle de La Bruyère | Kapelle, erbaut im 17. Jahrhundert | (Lage)   | PA00089639    | Inscription  | 1969  | weitere Bilder |

## Liste der Objekte
- Monuments historiques (Objekte) in Saint-Launeuc in der Base Palissy des französischen Kultusministeriums